# 諸演
诸演，字宗易，号西石，浙江餘姚縣东山乡石山里诸氏南宅（今属泗门镇镇南村）人。明朝政治人物。
嘉靖五年（1526年）进士，以主事擢御史，巡按广西，平瑶民乱，复疏劾严嵩，而被貶，迁福建佥事去世。